# Коњшчина
Коњшчина је насељено место и седиште општине у Крапинско-загорској жупанији, Хрватска. До територијалне реорганизације у Хрватској налазила се у саставу бивше велике општине Златар-Бистрица.

## Становништво
На попису становништва 2011. године, општина Коњшчина је имала 3.790 становника, од чега у самој Коњшчини 1.019.

## Попис1991.
На попису становништва 1991. године, насељено место Коњшчина је имало 1.010 становника, следећег националног састава:
| Попис 1991.‍   | Попис 1991.‍  | Попис 1991.‍ | Попис 1991.‍ | Попис 1991.‍ |
| ------------- | ------------ | ----------- | ----------- | ----------- |
|               |              |             |             |             |
| Хрвати        | Хрвати       |             | 958         | 94,85%      |
| Срби          | Срби         |             | 11          | 1,08%       |
| Југословени   | Југословени  |             | 8           | 0,79%       |
| Словенци      | Словенци     |             | 4           | 0,39%       |
| Албанци       | Албанци      |             | 3           | 0,29%       |
| Македонци     | Македонци    |             | 3           | 0,29%       |
| Бугари        | Бугари       |             | 2           | 0,19%       |
| Италијани     | Италијани    |             | 2           | 0,19%       |
| Немци         | Немци        |             | 1           | 0,09%       |
| Руси          | Руси         |             | 1           | 0,09%       |
| Чеси          | Чеси         |             | 1           | 0,09%       |
| остали        | остали       |             | 1           | 0,09%       |
| неопредељени  | неопредељени |             | 11          | 1,08%       |
| непознато     | непознато    |             | 4           | 0,39%       |
| укупно: 1.010 |              |             |             |             |